# Wzlot (czasopismo)
Wzlot – czasopismo literackie wychodzące w Stanisławowie w 1932.
Pismo związane było z grupą literacką Wzlot, który współtworzyli pisarze żydowscy, tworzący w języku polskim oraz jidysz. Tematy, jakie podejmowali, to problemy związane z życiem Żydów w Galicji, tradycje kultury hebrajskiej, syjonizm.